# Grijze wouw
De grijze wouw (Elanus caeruleus) is een soort roofvogel. De naam suggereert verwantschap met de andere wouwen zoals de zwarte wouw, maar deze wouw vormt samen met de Australische grijze wouw, Amerikaanse grijze wouw en de letterwouw een aparte groep binnen de familie van de havikachtige roofvogels. De soort komt in Afrika en tropisch Azië voor, maar breidt zich uit over Zuid-Europa.

## Beschrijving
De grijze wouw is kleiner dan de "echte" wouwen zoals de rode wouw, wordt 31–36 cm lang en heeft een spanwijdte van 71–85 cm en is daarmee iets groter dan een torenvalk. Hij staat ook vaak in de lucht stil (bidden) als een torenvalk. De vogel is van boven blauwgrijs met zwarte armdekveren en zwarte handpennen. De vleugels zijn breder dan bij een valk. De kop is wit met een zwart masker rond het oog.

## Verspreiding en leefgebied
De soort komt onder andere voor in Noord-Afrika en Afrika ten zuiden van de Sahara en verder in Zuid-Azië en Zuidoost-Azië tot op de Filipijnen. Vanuit Afrika rukt de vogel geleidelijk op naar Europa en wordt in Spanje en Portugal met regelmaat gezien. De grijze wouw komt vooral voor in savannes, grasland en landbouwgebieden en jaagt vooral op kleine zoogdieren en reptielen, vanaf bomen, telefoonpalen en telefoondraden.
De soort telt drie ondersoorten:
- E. c. caeruleus: zuidwestelijk Iberisch Schiereiland, Afrika en zuidwestelijk Arabië.
- E. c. vociferus: van Pakistan tot oostelijk China, Malakka en Indochina.
- E. c. hypoleucus: de Grote- en Kleine Soenda-eilanden, de Filipijnen, Celebes en Nieuw-Guinea.

## Voorkomen in Nederland
De grijze wouw is een dwaalgast in West- en Noord-Europa. In Nederland was de grijze wouw tot 2015 zeer zeldzaam met slechts acht goed gedocumenteerd waarnemingen. Vanaf 2015 is het aantal waarnemingen sterk toegenomen en worden er elk jaar meerdere vogels gezien in Nederland.

## Afbeeldingen

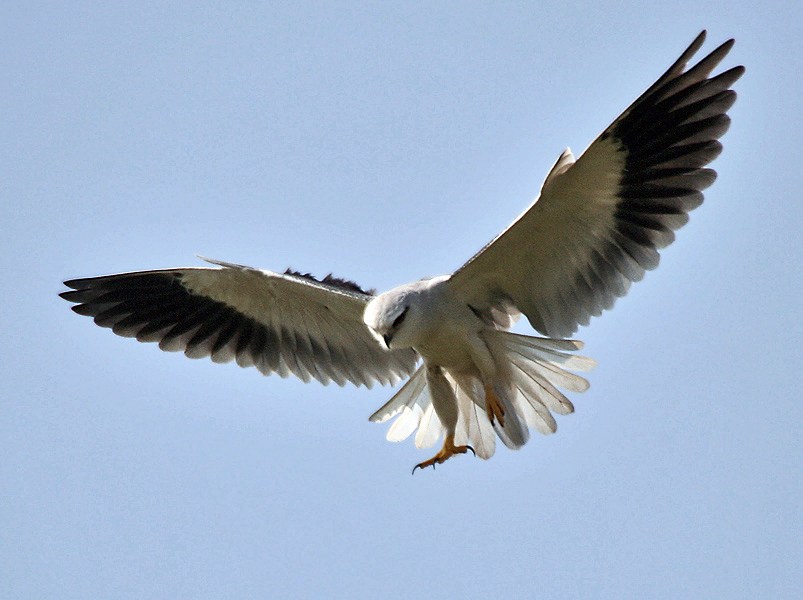
Biddende grijze wouw, gefotografeerd in India

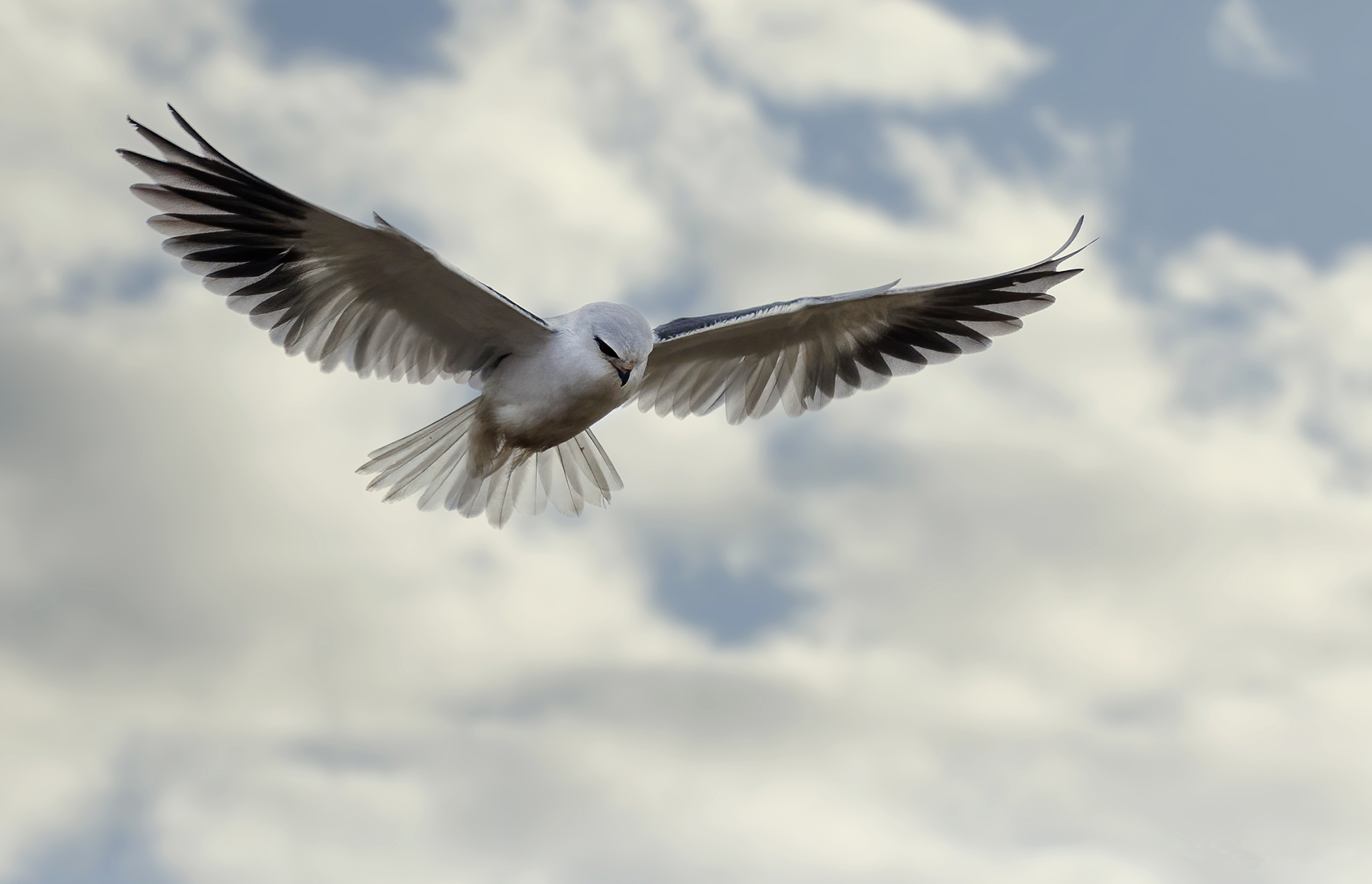
Biddende grijze wouw als dwaalgast in België